# 1-es metróvonal (Madrid)
Az 1-es metróvonal a madridi metróhálózat legelsőnek megnyílt vonala, mely Pinar de Chamartín és Valdecarros végállomások között üzemel. A 24 km-es vonalon jelenleg 33 állomás található. Napi utasforgalmát tekintve a második legforgalmasabb a 6-os metróvonal után.

## Története
A metróvonalat 1919. október 17-én nyitották meg Cuatro Caminos és Sol állomások között. A folytatása Sol és Atocha között 1921-re, Atocha és Puente de Vallecas között 1923-ra, Cuatro Caminos és Tetuán között 1929-re, Tetuán és Plaza de Castilla között 1961-re, Puente de Vallecas és Portazgo között pedig 1962-re lett kész.